# Nuojua vattenkraftverk

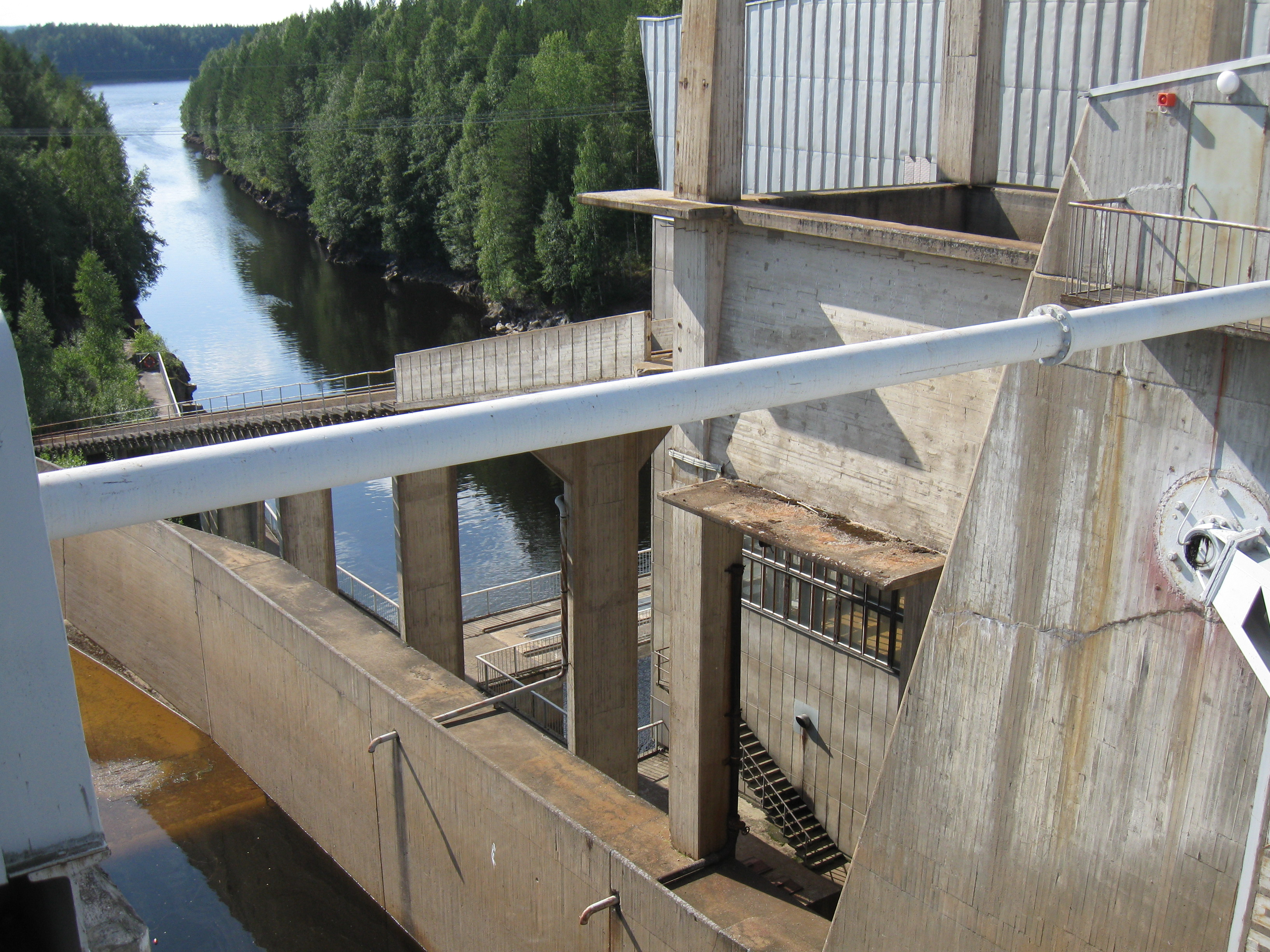
Nuojua vattenkraftverk.

Nuojua är ett vattenkraftverk i Ule älv i Vaala kommun.
Kraftverket, som tillhör Fortum Abp, togs i bruk 1954. Fallhöjden 22 meter och effekten 81 MW.